# 48-as busz (Budapest)
A budapesti 48-as jelzésű autóbusz Kőbánya-Kispest és Csepel, Határ utca között közlekedett. A vonalat a Budapesti Közlekedési Zrt. üzemeltette.

## Története
1949. május 2-án indult el a 48-as buszjárat Csepel, Szent Imre tér és Kispest, Kossuth tér között. Nagy-Budapest 1950-es létrejöttét megelőzően Csepel, Pestszenterzsébet és Kispest önálló településként létezett, addig a 48-as busz csak pestkörnyéki viszonylatként létezett. 1960-ban csepeli végállomását a Határ utcához helyezték át. 1980. március 30-án útvonala az M3-as metró újonnan átadott Kőbánya-Kispest végállomásáig hosszabbodott. 1985. november 22-étől – az M5-ös autópálya Nagykőrösi úti bevezető szakaszának átadásával – a Kossuth Lajos utca – Újlaki utca – Thököly út útvonal helyett a Mártírok útja – Határ út – Zalaegerszeg utca – Pannónia út útvonalon érte el a Kós Károly teret. 1991. május 20. és 2005. június 15. között 48A jelzéssel betétjárata is közlekedett Csepel, Tanácsház (később Szent Imre) tér és Csepel, Határ utca között. 2008. szeptember 6-ától az 52-es busszal összevonva, Csepel, Soroksári rév és Kőbánya-Kispest között közlekedik 148-as viszonylatszámmal. A 48-as megszűnő Szent Imre tér és Határ utca közötti szakaszát a 151-es busz szolgálja ki.

## Útvonala
| Csepel, Határ utca felé | Kőbánya-Kispest felé |
| --- | --- |
| Kőbánya-Kispest vá. – Vak Bottyán utca – Szabó Ervin utca – Kossuth tér – Báthory utca – Ady Endre út – Hungária út – Kós Károly tér – Pannónia út – Zalaegerszegi utca – Határ út – Mártírok útja – Kossuth Lajos utca – Szent Imre herceg útja – Ferenc utca – Topánka utca – felüljáró – Gubacsi híd – Duna utca – Ady Endre út – Kossuth Lajos utca – Széchenyi István utca – Késmárki utca – Csepel, Határ utca vá. | Csepel, Határ utca vá. – Késmárki utca – Széchenyi István utca – Kossuth Lajos utca – Ady Endre út – Duna utca – Gubacsi híd – felüljáró – Topánka utca – Szent Erzsébet tér – Kossuth Lajos utca – Mártírok útja – Határ út – Zalaegerszegi utca – Pannónia út – Kós Károly tér – Hungária út – Ady Endre út – Kisfaludy utca – Simonyi Zsigmond utca – Bartók Béla utca – Szabó Ervin utca – Vak Bottyán utca – Kőbánya-Kispest vá. |

## Megállóhelyei
| 0  | Kőbánya-Kispest végállomás                       | 47 | 51, 68, 85, 85, 93, 98, 98, 136, 151, 182, 184, 193E, 200, 282E, 284E, Keresztúr Kőbánya-Kispest |
| ∫  | Soós utca                                        | 45 | 51, 68, 93, 151                                                                                  |
| 1  | Kossuth tér (↓) Simonyi Zsigmond utca (↑)        | 43 | 51, 68, 93, 151 50                                                                               |
| 3  | Ady Endre út (↓) Kisfaludy utca (↑)              | 41 | 51, 68, 151 42                                                                                   |
| 5  | Hungária út (↓) Ady Endre út (↑)                 | 39 | 42                                                                                               |
| 7  | Gutenberg körút                                  | 38 |                                                                                                  |
| 8  | Kós Károly tér                                   | 36 | 99, 194                                                                                          |
| 9  | Pannónia út                                      | ∫  | 99, 194                                                                                          |
| 11 | Zalaegerszeg utca (↓) Pannónia út (↑)            | 31 |                                                                                                  |
| 12 | Thököly utca                                     | 30 |                                                                                                  |
| 13 | Álmos utca (↓) Hungária út (↑)                   | 27 |                                                                                                  |
| 14 | Nagykőrösi út (↓) Nagykőrösi út (Határ út) (↑)   | 24 | 54, 55, 66, 84E, 89E, 94E, 123, 154, 154A, 154B, 294E 3, 52                                      |
| 16 | Mártírok útja (↓) Határ út (↑)                   | 23 | 66, 123 3, 52                                                                                    |
| 17 | Hitel Márton utca (↓) Szigligeti utca (↑)        | 22 | 66, 123                                                                                          |
| 18 | Kossuth Lajos utca (↓) Mártírok útja (↑)         | 21 | 66, 123                                                                                          |
| 20 | Tátra tér                                        | 20 | 23, 23E, 66 21, 52                                                                               |
| 21 | Szent Erzsébet tér                               | 19 | 23, 35                                                                                           |
| 22 | Ady Endre utca                                   | 18 | 23, 23E, 35, 66, 119, 166 21, 52                                                                 |
| 24 | Pesterzsébet, városközpont                       | 17 | 23, 23E, 35, 66, 66, 119, 166                                                                    |
| 25 | Baross utca                                      | 16 | 23, 35, 36, 51, 119, 151, 166                                                                    |
| 27 | Sósfürdő                                         | 15 | 35, 36, 51, 151                                                                                  |
| 29 | Papírgyár                                        | 14 | 36, 51, 151                                                                                      |
| 31 | Védgát utca                                      | 13 | 36, 51, 151                                                                                      |
| 32 | Kossuth Lajos utca (↓) Ady Endre út (↑)          | 12 | 35, 36, 51, 151, 179, 179A                                                                       |
| 33 | Csepel, Szent Imre tér (↓) Szent Imre tér (↑)    | 10 | Csepeli HÉV 35, 36, 38, 51, 52, 71, 138, 151, 152, 159, 179, 179A                                |
| 35 | Karácsony Sándor utca                            | 9  | 35, 36, 52, 151, 152, 159                                                                        |
| 36 | Széchenyi István utca (↓) Kossuth Lajos utca (↑) | 7  | 35, 36, 52, 151, 152, 159                                                                        |
| 37 | Bajcsy-Zsilinszky út                             | 5  | 71, 151                                                                                          |
| 38 | Rákóczi tér                                      | 4  | 151                                                                                              |
| 39 | Kikötő utca                                      | 3  | 151                                                                                              |
| 41 | Késmárki utca (↓) Szebeni utca (↑)               | 1  | 71, 151                                                                                          |
| 42 | Csepel, Határ utca végállomás                    | 0  | 71, 151                                                                                          |